# Эмалевые краски

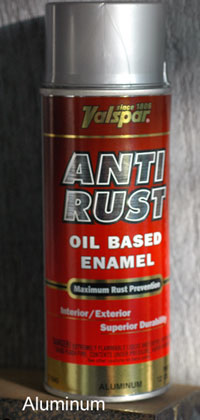
Масляная серебристая эмалевая краска в аэрозольном баллоне

Эмалевые краски (эмали) — лакокрасочные материалы, состоящие из высокодисперсных пигментов, плёнкообразующей основы (лаков) и других наполнителей (растворители, пластификаторы, отвердители, сиккативы, матирующие добавки). Эмалевые краски образуют покрытия внешне схожие с эмалями.
В настоящее время нет чёткого разграничения терминов «эмаль» и «краска». Однако в продажу «эмаль» поступает как отдельный вид товара, отличающийся более гладким и прочным покрытием, нежели у масляных и алкидных красок. Как правило, термин «краска» применяется для водно-дисперсионных материалов, масляных красок (на основе олиф), порошковых красок, материалов для дорожной разметки и т. п.

## Состав
В состав эмалевых красок, как правило, входят пять компонентов: пленкообразующее вещество (лак), растворитель (уайт-спирит, сольвент или скипидар), пигменты (двуокись титана, сажа, охра, сурик и т. д.), наполнители (мел, микротальк), функциональные добавки (сиккатив, бентон). Эмалевые краски относятся к высокотоксичным и пожароопасным материалам.

## Разновидности
В зависимости от применяемого лака, эмалевые краски подразделяют на масляные, алкидные (глифталевые и пентафталевые), эпоксидные, кремнийорганические, нитроцеллюлозные (нитроэмали), полиакриловые и др.:

### Алкидные

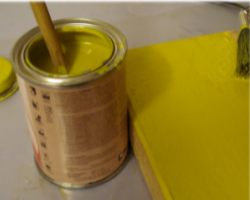
Жёлтая алкидная эмаль

Эмали алкидные обладают высокой атмосферостойкостью, стойкостью к моющим средствам, минеральному маслу. Покрытие, состоящее из двух слоёв эмали, нанесённых на подготовленную загрунтованную поверхность, сохраняет защитные свойства в течение четырёх лет. Плёнка эмали устойчива к изменению температуры от −50 до 60 ºС, обладает высоким блеском. Предназначена для окраски металлических, деревянных и других поверхностей, подвергающихся атмосферным воздействиям, и для окраски внутри помещений.

#### Пентафталевые
Это наиболее распространённый тип эмалей, широко применяющийся в быту. Они изготавливаются на основе алкидных лаков — модифицированных полиэфиров пентаэритрита и фталевой кислоты. Чаще всего в качестве основы для производства эмалевых красок используется полуфабрикатный пентафталевый лак ПФ-060 или ПФ-053. К таким эмалям относятся популярные в странах бывшего СССР ПФ-115 и ПФ-266. Эмаль ПФ-115 применяется для наружных работ, так как обладает высокой атмосферостойкостью, ПФ-266 применяется исключительно для внутренних работ, так как для неё губительны любые атмосферные воздействия. Эмаль ПФ-266 чаще всего используется для покраски полов из-за её высокой стойкости к истиранию и способности выдерживать высокие эксплуатационные нагрузки. Эмали ПФ-115 и ПФ-266 были впервые произведены в СССР в середине 1960-х годов. Пентафталевые эмали атмосферостойки, применяются для окраски изделий, работающих на открытом воздухе. Свойства эмалей зависят от режима сушки. После сушки при 100—120° они обладают большой адгезией, твердостью, атмосферостойкостью; при сушке же в естественных условиях все свойства ухудшаются. Эмали широко используются для окраски троллейбусов, цельнометаллических вагонов, автобусов, а также различного оборудования. Для повышения защитных свойств эмали наносят на предварительно загрунтованные поверхности. Применяются след. грунты: ФЛ-03-К, 138, ФЛ-ОЗЖ и др. Химическая промышленность выпускает эмали в большом ассортименте цветов марки ПФ (ГОСТ 6465—53). Эмали могут наноситься всеми способами, принятыми в малярной технике. Эмали до рабочей вязкости разводят растворителем РС-2 (ТУ МХП 1763-52).
Пентафталевые эмали обладают хорошим блеском и сохраняют защитные свойства 4—6 лет, а внутри помещений более 15 лет.

#### Глифталевые
Традиционные алкидные эмали имеют время высыхания 24 часа.
Выпускаются и быстросохнущие алкидные материалы с временем высыхания до 6 часов.

### Алкидно-меламиновые
Алкидномеламиновые эмали (ГОСТ 9754—61) обладают хорошей водостойкостью, твердостью, эластичностью, хорошими защитными свойствами, атмосферостойкостью и светостойкостью. Пригодны для окраски изделий, эксплуатируемых в условиях влажного тропического климата. Эмали наносятся краскораспылителем. Покрытия стойки после сушки первого слоя в течение 30 минут при температуре 130—140°, второго слоя в течение 50 минут. Эмали используются главным образом для окраски кузовов и деталей легковых автомобилей, мотоциклов и т. д. Химическая промышленность выпускает эмали в большом ассортименте цветов. До рабочей вязкости (24—26 секунд по вискозиметру ВЗ-4) доводятся растворителем 651 (ТУ МХП 4537-56).